# Villafranca Tirrena
Villafranca Tirrena är en ort och kommun i storstadsregionen Messina, innan 2015 i provinsen Messina, i regionen Sicilien i sydvästra Italien. Kommunen hade 8 469 invånare (2017).